# Diocèse de Nicosia
Le diocèse de Nicosia (en latin : Diœcesis Nicosiensis ; en italien : Diocesi di Nicosia) est un diocèse de l'Église catholique en Italie, suffragant de l'archidiocèse de Messine-Lipari-Santa Lucia del Mela et appartenant à la région ecclésiastique de Sicile.

## Territoire

région ecclésiastique de Sicile avec le diocèse de Nicosia en rouge

Le diocèse est situé dans la partie nord du libre consortium municipal d'Enna, la partie sud de ce consortium est dans le diocèse de Piazza Armerina. Son territoire couvre 1 457 km2 divisé en 40 paroisses regroupés en 4 archidiaconés.
L'évêché est à Nicosia avec la cathédrale de saint Nicolas de Bari. Le diocèse possède deux basiliques mineures : la basilique de San Leone ad Assoro et la basilique de Santa Maria Maggiore à Nicosia. La cocathédrale de Maria Santissima Assunta de Troina témoigne de l'ancien diocèse de Troina (it) datant de l'époque normande.

## Histoire
La naissance du diocèse fait partie du plan d'expansion des diocèses siciliens décidé par le parlement de Sicile et présenté le 5 avril 1778 au roi Ferdinand III. Le roi, favorable au projet, confie la tâche à la députation du Royaume d'étudier la faisabilité de l'opération. Le processus est interrompu par la Révolution française et reprit par le parlement sicilien le 24 mars 1802 lorsqu'une nouvelle demande est présentée pour la réorganisation des diocèses siciliens, toujours accueillie favorablement par le même roi mais qui a pris le nom de Ferdinand Ier après la création du royaume des Deux-Siciles. Enfin, après le congrès de Vienne, les premières décisions sont mises en œuvre.
Cependant l'archidiocèse de Messine fait tout pour empêcher le transfert d'une partie de son territoire pour l'érection du nouveau diocèse. La députation doit également traiter de la question du siège du diocèse. En effet, la ville de Troina affirme son ancienneté du fait qu'elle était le siège de l'ancien diocèse de Troina érigé par Roger Ier de Sicile et demande la restitution de l'évêché qui, à l'époque, avait été déplacé à Messine. C'est cependant la ville de Nicosia qui est choisie où la députation doit résoudre un autre problème non négligeable, à savoir la rivalité entre les chanoines des deux collégiales, Saint Nicolas et Santa Maria Maggiore, qui revendiquent que leur église devienne cathédrale.
Le diocèse de Nicosia est érigé par le pape Pie VII le 17 mars 1817 avec la bulle Superaddita diei en prenant une partie du territoire de l'archidiocèse de Messine dont il devient suffragant. L'église de San Nicola di Bari est choisie comme cathédrale ; la collégiale de Santa Maria Maggiore est dédommagée par l'attribution du titre de basilique mineure le 1er mars 1818. Initialement, il comprend 19 municipalités et possède sa structure territoriale actuelle par les modifications apportées le 20 mai 1844 et par la cession de Marianopoli et Resuttano au profit de l'érection du diocèse de Caltanissetta le 25 mai suivant.
Les premiers évêques de Nicosie doivent lutter, pendant plus d'un siècle, avec les autorités municipales pour obtenir des bâtiments destinés à servir de palais épiscopal et de séminaire. Finalement, en 1889, le diocèse obtient l'ancien monastère de San Biagio pour servir de séminaire tandis que la vente du palais des barons La Motta devient la résidence épiscopale qu'en 1937. Deux synodes sont organisés par Mgr Bernardo Cozzucli en 1883 et en 1893. Mgr Agostino Felice Addeo présente aux prêtres diocésains le nouveau code de droit canonique à l'occasion du centenaire de la création du diocèse.

## Évêques
- Gaetano Maria Avarna (1818-1841)
  - siège vacant (1841-1844)
- Rosario Vincenzo Benza (1844-1847)
  - siège vacant (1847-1851)
- Camillo Milana (1851-1858)
- Melchiorre Lo Piccolo (1858-1881)
- Bernardo Cozzucli (1881-1902)
- Ferdinando Fiandaca (1903-1912) nommé évêque du diocèse de Patti
- Agostino Felice Addeo, O.S.A (1913-1942)
- Pio Giardina (1942-1953)
- Clemente Gaddi (1953-1962) nommé archevêque coadjuteur de l'archidiocèse de Syracuse
- Costantino Trapani, O.F.M (1962-1976) nommé évêque du diocèse de Mazara del Vallo
- Salvatore Di Salvo (1976-1984)
- Pio Vittorio Vigo (1985-1997) nommé archevêque de Monreale
- Salvatore Pappalardo (1998-2008) nommé archevêque de Syracuse
- Salvatore Muratore (2009-2022)
- Giuseppe Schillaci (2022-  )

## Sources
- (it) Cet article est partiellement ou en totalité issu de l’article de Wikipédia en italien intitulé « Diocesi di Nicosia » (voir la liste des auteurs).
- Catholic Hierarchy